# Echiurus sitchaensis
Echiurus sitchaensis is een lepelworm uit de familie Echiuridae.
De wetenschappelijke naam van de soort werd in 1835 gepubliceerd door Johann Friedrich von Brandt.